# Hajnice
Hajnice település Csehországban, Trutnovi járásban. Hajnice Pilníkov, Vítězná, Staré Buky, Úpice, Trutnov, Kocbeře, Kohoutov, Maršov u Úpice és Brzice településekkel határos. Lakosainak száma 1122 fő (2024. január 1.).

## Népesség
A település lakosságának változását az alábbi diagram mutatja:
| Lakosok száma | 3607 | 3341 | 2546 | 994  | 852  | 880  | 992  | 1033 | 1048 | 1122 |
|               | 1869 | 1890 | 1921 | 1950 | 1980 | 2001 | 2017 | 2019 | 2022 | 2024 |